# ユリア・コバルチク
ユリア・コバルチク（Julia Kowalczyk　1997年9月30日- ）はポーランド出身の柔道選手。階級は57kg級。

## 経歴
2015年から3年連続してヨーロッパジュニア57㎏級で3位になった。2015年の世界ジュニアでは7位だった。2017年のヨーロッパ選手権団体戦で2位になると、グランドスラム・バクーでは3位だった。2018年のU23ヨーロッパ選手権では優勝した。2019年の世界選手権では準々決勝で世界チャンピオンの芳田司と対戦すると、技ありを先取しながら終了間際に技ありで追いつかれると、GSに入ってから合技で逆転負けを喫した。しかし、その後の敗者復活戦を勝ち上がって3位になった。2021年7月に日本武道館で開催された東京オリンピックでは2回戦で敗れた。

## 主な戦績
- 2015年 - ヨーロッパジュニア　3位
- 2015年 - 世界ジュニア　7位
- 2016年 - ヨーロッパジュニア　3位
- 2017年 - グランドスラム・バクー　3位
- 2017年 - ヨーロッパ選手権　団体戦　2位
- 2017年 - ヨーロッパジュニア　3位
- 2018年 - ヨーロッパオープン・ミンスク　優勝
- 2018年 - U23ヨーロッパ選手権　優勝
- 2019年 - グランプリ・アンタルヤ　優勝
- 2019年 - グランプリ・モントリオール　3位
- 2019年 - 世界選手権　3位
- 2019年 -　オセアニアオープン・パース　2位
- 2021年 -　グランドスラム・テルアビブ　5位
- 2021年 -　グランドスラム・アンタルヤ　3位

(出典、JudoInside.com)